# Stypommisa glandicolor
Stypommisa glandicolor är en tvåvingeart som först beskrevs av Lutz 1912.  Stypommisa glandicolor ingår i släktet Stypommisa och familjen bromsar. Inga underarter finns listade i Catalogue of Life.